# Cathair Mor
Cathair Mor (fl. II secolo) è stato un leggendario re supremo irlandese del II secolo, antenato di molte dinastie del Leinster. Cathair Mór ("il grande"), figlio di Feidhlimidh Fiorurghlas, discendente di Conchobar Abradruad, fu, secondo il Lebor Gabála Érenn, un Sommo Re d'Irlanda. Egli prese il potere dopo la morte di Fedlimid Rechtmar.
Cathair governò per tre anni, passati per lo più conducendo guerre sanguinose, al termine dei quali fu ucciso dai Luaigne di Tara, nella battaglia di Moigh Acha, nel Meath, guidati da Conn delle Cento battaglie. Il Lebor Gabála Érenn sincronizza il suo regno con quello dell'imperatore romano Marco Aurelio (161-180). La cronologia del Foras Feasa ar Éirinn di Geoffrey Keating colloca il suo regno tra il 113 e il 116, quella degli Annali dei Quattro Maestri tra il 119 e il 122.